# Palais des sports de Caen
Ne doit pas être confondu avec ancien palais des sports de Caen.
Le palais des sports de Caen, officiellement nommé palais des sports Caen-la-Mer, est une salle multi-sports située à Caen, dans le Calvados. La première salle est ouverte en mai 1968 à proximité immédiate du parc des expositions de Caen. L'équipement actuel est ouvert en 2023.

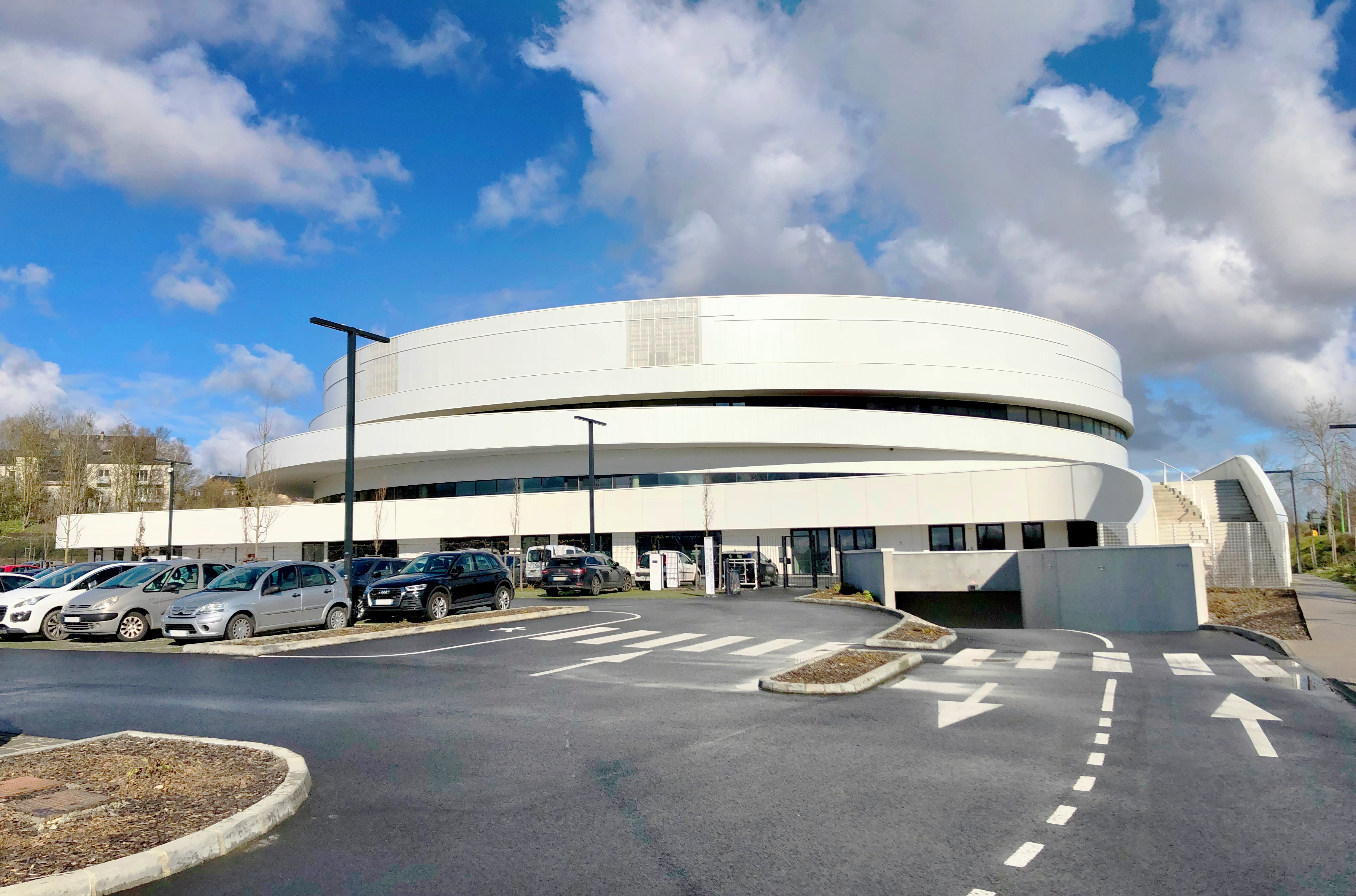
Façade sud du Palais des Sports.

## Historique
Au cours de sa campagne électorale pour les élections municipales françaises de 2014, la construction d'une nouvelle salle était inscrite dans le programme de Joël Bruneau, maire de Caen de 2014 à 2024. La décision a été prise en 2015 par la ville de ne pas rénover le bâtiment existant, jugé trop exigu, mais la construction d'une nouvelle salle, probablement par la communauté d'agglomération Caen la Mer, n'interviendrait pas avant 2019-2020.
Finalement, la décision de bâtir un nouvel équipement, à proximité immédiate de l'actuel, est prise en octobre 2018. D'une capacité de 4 200 places, pour un coût de 35 000 000 €, son inauguration est prévue pour 2022. L'actuel bâtiment doit alors être transformé en salles d'entraînement. Les travaux du nouveau palais des sports commencent le 16 août 2021.
Le 29 juin, le conseil communautaire décide de nommer le nouvel équipement Palais des Sports Caen-la-Mer.
Le 30 août, a lieu le premier match dans le nouvel équipement entre les vikings du Caen Handball et les joueurs du Dijon Métropole Handball.
Du 5 au 9 septembre 2023, le palais est inauguré pendant une semaine :
- mardi 5 septembre : tennis avec Jo-Wilfried Tsonga, Alizée Cornet, Gilles Simon et Arnaud Clément ;
- mercredi 6 septembre : futsal ;
- jeudi 7 septembre : basket ;
- vendredi 8 septembre : fan-zone pour le match d’ouverture de la coupe du monde de rugby à XV 2023 ;
- samedi 9 septembre : boxe[7].

## Caractéristiques
Le palais des sports de Caen accueille des rencontres sportives de basket-ball, handball et tennis de table. Le Caen Basket Calvados, évoluant en Pro B, est le club résident de la salle. La capacité de l'ancienne salle est de 2 950 places. À partir de la saison 2012-2013, le Caen Handball y dispute toutes ses rencontres à domicile.
La nouvelle salle, ouverte en 2023, possède une salle dédiée à l'événementiel sportif de 2 800 m2 avec un plateau d'évolution de 46 m sur 27 m et des tribunes de 4 200 places (notamment en configuration basketball) divisées en deux couronnes (2 600 places en tribune basse et 1 600 places en tribune haute) à 360° autour du terrain, pouvant être mises en place en configuration handball (3 650 ou 3700 places).

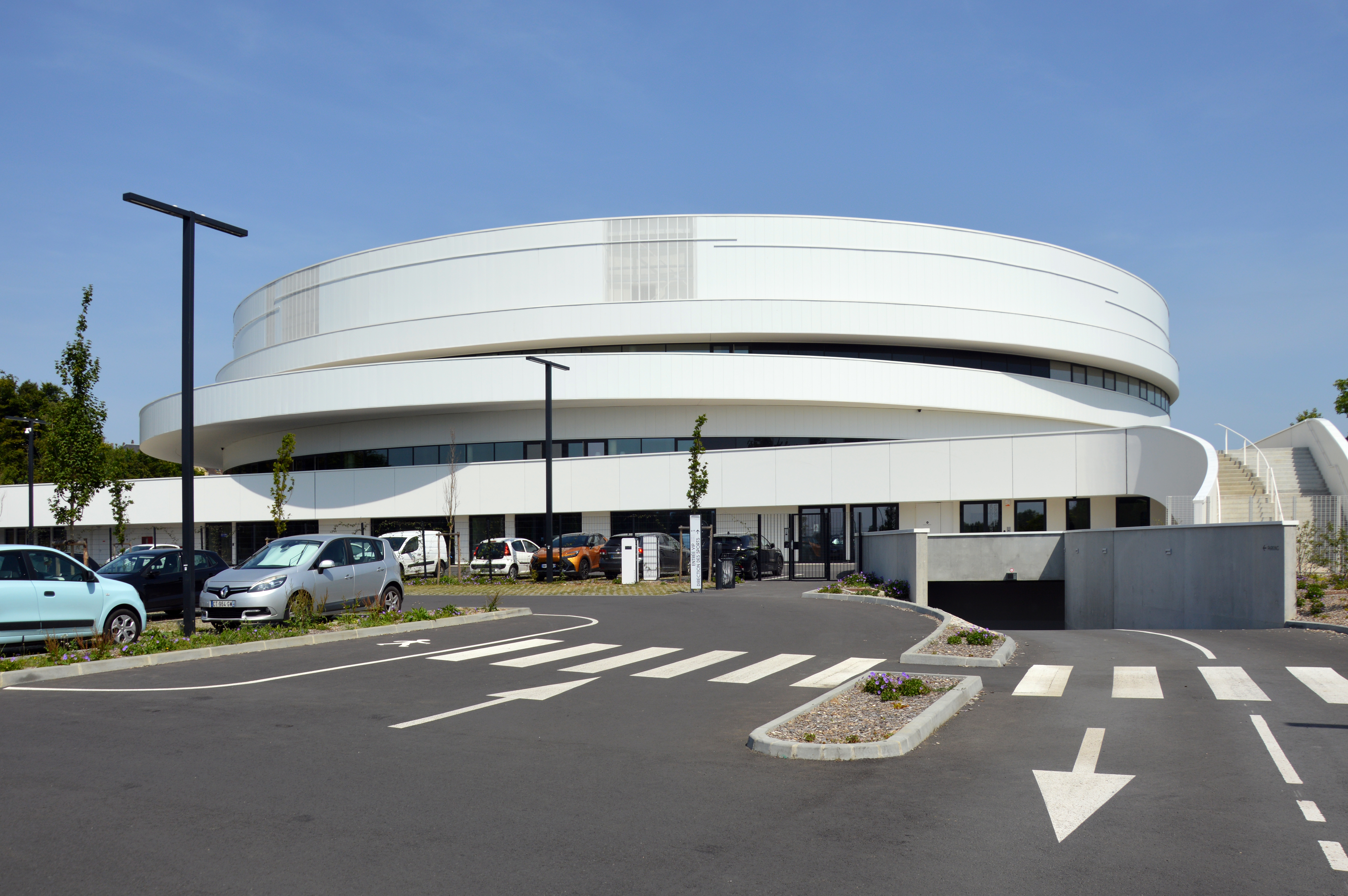
Le palais des sports côté parking.
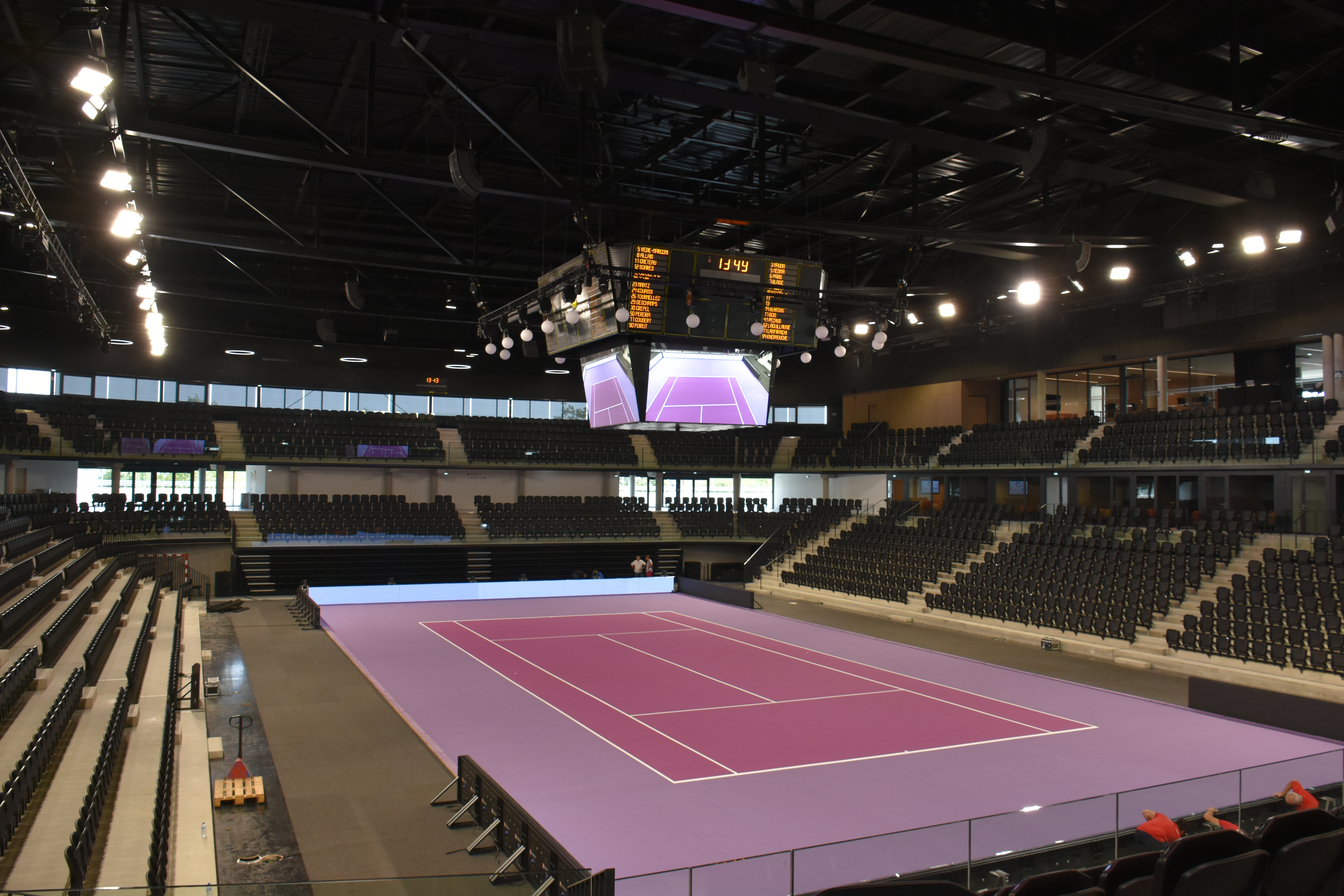
L'intérieur du nouveau palais des sports en configuration tennis.

## Clubs résidents
- Caen Basket Calvados
- Caen Handball